# Католицизм в Кении
Католицизм в Кении или Католическая церковь в Кении является частью всемирной Католической церкви. Численность католиков в Кении составляет около 7 миллионов человек (около 23,3 % от общей численности населения).

## История
Первые католические миссионеры из Португалии появились на территории современной Кении в начале XVI века. В 1498 году Васко да Гама построил около Малинди небольшую часовню и установил сохранившийся до нашего времени коралловый столб с крестом в знак договора с местными правителями. С конца XVI века началась планомерная христианизация местного населения, которые стали проводить монахи из ордена августинцев. В 1599 году в Момбасе насчитывалось около 600 крещённых кенийцев. В 1631 году султан Момбасы Юсуф бин Хасан (Жерониму), ранее по политическим причинам принявший католицизм, возвратился в ислам и начал гонения на католиков. 21 августа по его указу были убиты 288 человек, которые были беатифицированы Святым Престолом как мученики из Момбасы. После этого события деятельность Католической церкви приостановилась до середины XIX века.
В 1863 году В Кению прибыли монахи из Конгрегации Святого Духа, которая основала несколько миссий в Найроби, на реке Тана, в Буре и Момбасе. С 1902 года монахи миссионерского института Пресвятой Девы Марии Утешительницы начали свою деятельность среди народов кикуйю и меру. С 1903 года началась миссионерская деятельность среди народа луо, которую проводили члены Общества миссионеров святого Иосифа из Милл-Хилла. С 1916 года католицизм стал распространяться среди карури.
В 1906 году была учреждена первая католическая церковная структура под названием «Апостольская префектура Кении», которая в 1909 году была преобразована в апостольский викариат.
В 1916 году в Ньери была основана первая католическая семинария. В 1927 году были рукоположены в священника два первых кенийца.
В 1930 году Святой Престол учредил апостольскую делегатуру в Момбасе, которая распространяла свою юрисдикцию на все католические миссии в английских колониях на север от тропической Африки вплоть до Саудовской Аравии. В 1959 году апостольская делегатура была перенесена в Найроби и в 1965 году она была преобразована в апостольскую нунциатуру.
В 1953 году были созданы первые три католические епархии с подчинением архиепархии в Найроби. В 1973 году первым кардиналом-кенийцем стал Морис Майкл Отунга.

## Структура
В Кении действуют 4 архиепархия, 20 епархий, 1 апостольский викариат и военный викариат. Все епархии страны объединяются единой административной структурой «Конференция католических епископов Кении».
- Архиепархия Кисуму
  - Епархия Бунгомы, Епархия Какамеги, Епархия Кисии, Епархия Китале, Епархия Лодвара, Епархия Хома Бэя и Епархия Элдорета
- Архиепархия Момбасы:
  - Епархия Гариссы, Епархия Малинди
- Архиепархия Найроби:
  - Епархия Керичо, Епархия Китуи, Епархия Мачакоса, Епархия Накуру и Епархия Нгонга
- Архиепархия Ньери:
  - Епархия Маралала, Епархия Марсабита, Епархия Муранги, Епархия Ньяхуруру и Епархия Эмбу
- Апостольский викариат Исиоло
- Военный ординариат Кении